# Adobe PageMill
Adobe PageMill (1995-2000) was een van de eerste wysiwyg HTML-editors voor het World Wide Web.
Adobe gaf PageMill 1.0 eind 1995 uit. Het werd toen als revolutionair beschouwd, omdat het de eerste HTML-editor was die werd gezien als gebruikersvriendelijk. Deze eerste versie werd ook bekritiseerd voor ontbrekende functies, zoals een spellingscontrole en ondersteuning voor het maken van HTML-tabellen. 
In Adobe PageMill 2.0, dat vroeg in 1997 werd geïntroduceerd, waren deze problemen grotendeels opgelost.
Adobe PageMill 3.0 (dat werd uitgegeven vroeg in 1999) had ondersteuning voor ingebouwde lettertypecommando's en een sitebeheerfunctie. Het werd echter niet meer verder ontwikkeld vanaf februari 2000 vanwege de ontwikkeling en promotie van Adobe GoLive. Een latere patch, nog steeds beschikbaar vanaf Adobe, lost een probleem op met FTP-uploaden.

## Trivia
- Een grote concurrent van PageMill 2.0 was de populaire HTML-editor Dreamweaver, voor het eerst uitgegeven in 1997. Adobe kocht Macromedia in 2005 en bezit dus nu Dreamweaver. PageMill werd vaak gebundeld met andere producten of promotionele cd's. Het werd echter niet verkocht als een standaloneproduct zoals zijn bekendere rivalen.